# Мулакаси
Мулака́си (рос. Мулакасы, чув. Мулаккасси Мăрат) — присілок у складі Вурнарського району Чувашії, Росія. Входить до складу Малояуського сільського поселення.
Населення — 113 осіб (2010; 133 у 2002).
Національний склад:
- чуваші — 100 %